# سایمون کزیک
سایمون کزیک (انگلیسی: Simon Keswick) (زاده ۱۹۴۲) کارآفرین، سرمایه‌دار، بازرگان و مدیر ارشد اجرایی اسکاتلندی است، که در حال حاضر به‌عنوان رئیس هیئت مدیره شرکت هنگ کنگ لند فعالیت می‌کند. وی از اعضای خانواده کزیک می‌باشد.